# Jeffrey Nordling
Jeffrey Richard Nordling (Ridgewood, Nueva Jersey; 11 de marzo de 1962) es un actor estadounidense. Es conocido por sus papeles como Jake Manning en Once and Again, Larry Moss en 24, Nick Bolen en Desesperate Housewives y Gordon Klein en Big Little Lies, así como en varias películas.

## Vida personal
Nordling nació en Ridgewood, Nueva Jersey, y se crio en Washington Township. Después de mudarse a Saddle River, Nueva Jersey, Nordling asistió al Ramsey High School, graduándose en 1980. 
Después del instituto, Nordling asistió al Wheaton College en Wheaton, Illinois. Se graduó en arte en 1984.

## Carrera
Uno de sus mayores papeles fue interpretar a Ted Orion, un profesional de la NHL convertido en entrenador de hockey en D3ː The Mighty Ducks. La película de televisión de 1997 Soul Mates, protagonizada por Nordling y Kim Raver, es mostrada por investigadores de mercado en Television Preview como un «nuevo» piloto. Interpretó a Gaëtan Dugas en And the Band Played On, la producción de la HBO producción de la crónica del desenvolvimiento de la epidemia del sida de Randy Shilts, y Capote Duncan en Sex and the City. En 1999 interpretó al original inversor de Apple Mike Markkula en la película de TNT Piratas de Silicon Valley. 
Interpretó al exmarido de Sela Ward, Jake Manning en el drama televisivo Once and Again de 1999-2002.  Protagonizó como Brent Barrow junto a Courteney Cox en la serie Dirt de la cadena FX en 2007-08. Él más recientemente apareció como el agente del FBI Larry Moss en la séptima temporada de 24. Durante la temporada de 2009-10 de Desesperate Housewives, Nordling interpretó a Nick Bolen, un regular y el marido en la pantalla de Drea de Matteo, pero los papeles de los Bolens se interrumpieron después de una temporada. Nordling también protagonizó como el héroe del11 de septiembre Tom Burnett en Flight 93. En 2011, empezó un papel recurrente en el drama médico/criminal Body of Proof interpretando a Todd Fleming, el exmarido del personaje de Dana Delany, el cual interpretó hasta la cancelación de la serie. Ahora interpreta al robot ETH.3n en el próximo videojuego Call of Duty: Infinite Warfare.

## Filmografía
| Año       | Película                          | Papel                 | Notas                      |
| --------- | --------------------------------- | --------------------- | -------------------------- |
| 1988      | Working Girl                      | Tim Rourke            |                            |
| 1993      | Murder, She Wrote                 | Bruce Hastings        | S09E18                     |
| 1993      | Star Trek: Espacio profundo nueve | Tahna Los             | 1 episodio                 |
| 1993      | And the Band Played On            | Gaëtan Dugas          |                            |
| 1994      | Holy Matrimony                    | Link                  |                            |
| 1996      | Apollo 11                         | Neil Armstrong        | Película para TV           |
| 1996      | D3 The Mighty Ducks               | Ted Orion             |                            |
| 1997      | True Women                        | Dr. Peter Woods       |                            |
| 1997      | Veronica's Closet                 | Tom                   | 1 episodio                 |
| 1997      | Melrose Place                     | Eric Baines           | 9 episodios                |
| 1998      | Sex and the City                  | Capote Duncan         |                            |
| 1999      | Piratas de Silicon Valley         | Mike Markkula         |                            |
| 1999      | Turbulence 2: Fear of Flying      | Elliot                |                            |
| 2000      | Wilderness Love                   | Jesse Stanton         | a.k.a. Personally Yours    |
| 2000–2005 | CSI: Crime Scene Investigation    | Mark Thayer           | 2 episodios                |
| 2003      | The Lone Ranger                   | James Landry          |                            |
| 2004      | Cold Case                         | Roy Minard            |                            |
| 2007–2008 | Dirt                              | Brent Barrow          | 16 episodios               |
| 2008      | El Mentalista                     | Price Randolph        |                            |
| 2008      | Hole in the Paper Sky             | Profesor Cory         | Corto                      |
| 2008      | Surfer, Dude                      | Eddie Zarno           |                            |
| 2009      | 24                                | Larry Moss            | 19 episodios               |
| 2009–2010 | Desperate Housewives              | Nick Bolen            | 16 episodios (Temporada 6) |
| 2010      | Tron: Legacy                      | Richard Mackey, CEO   |                            |
| 2011–2012 | Body of Proof                     | Todd Fleming          | 8 episodios                |
| 2011      | CSI: Nueva York                   | Senador Kirk Matthews |                            |
| 2012      | American Housewife                | Stanford              | Piloto de TV               |
| 2012      | Malibu Country                    | Bobby Gallaghar       |                            |
| 2012      | Arrow                             | Frank Bertinelli      |                            |
| 2014      | Cloud 9                           | Sebastian Swift       | Película para TV           |
| 2014      | Castle                            | Marcus Lark           | 1 episodio                 |
| 2014      | Mentes criminales                 | Jack Westbrook        | 1 episodio                 |
| 2016      | Call of Duty: Infinite Warfare    | ETH.3n                | Videojuego                 |
| 2017-     | Big Little Lies                   | Gordon Klein          |                            |